# AmaLee
Amanda Lee (nacida el 13 de marzo), también conocida como AmaLee, es una cantante, actriz de doblaje, Youtuber y YouTuber virtual (VTuber) estadounidense bajo el nombre de Monarch. Es conocida por sus versiones en inglés de canciones de anime y videojuegos en YouTube, que han sido vistas más de mil millones de veces y le han valido más de 2 millones de suscriptores. Como actriz de doblaje, Lee ha prestado su voz en varios títulos como Dragon Ball Xenoverse 2, kaguya-sama: Love Is War, rio: Rainbow Gate!, SSSS.Dynazenon, Kageki Shoujo!!, Girls' Frontline, Urasekai Picnic, Adachi to Shimamura, Sono Bisque Doll wa Koi o Suru, Ao no Kanata no Four Rhythm, One Piece Film: Red y honkai: Star Rail.
Lee también ha prestado su voz para muchas bandas sonoras y temas musicales de videojuegos independientes, incluida una colaboración con Porter Robinson en "Fellow Feeling". A principios de 2017, lanzó su álbum debut, Nostalgia, que reunió versiones en inglés de 12 canciones amadas por los fanáticos de los juegos y el anime. El álbum se ubicó en el puesto número 6 en Billboard Heatseekers Albums, en el puesto 27 en Billboard Independent Albums, en el puesto 43 en Billboard Top Rock Albums, y en el puesto 12 en UK Independent Album Breakers.

## Carrera
En 2006, AmaLee comenzó a publicar vídeos caseros de sus versiones de canciones populares entre los seguidores del anime y los jugadores. Más tarde, en 2010, ella y su amiga Annalie crearon un canal de YouTube llamado LeeandLie. Según AmaLee, el nombre de su canal es una combinación de "Lee" de su nombre y "Lie" del nombre de su amiga Annalie. El 14 de diciembre de 2010, LeeandLie subió su primer vídeo, una versión de la canción "Scarlet" del anime Ayashi no Ceres, traducida e interpretada por AmaLee.
En 2011, AmaLee se unió a AX Idol, un concurso de canto organizado por Bang Zoom. Entertainment y VIZ Media, afiliados a Anime Expo, una convención para fanáticos del anime que se celebra anualmente en Los Ángeles y ganaron el gran premio. Desde entonces, también se ha ocupado de prestar su voz a programas y títulos como Dragon Ball Xenoverse 2, One Piece, Yandere Simulator, Gosick, rio: Rainbow Gate!, K-On!!, y Show by Rock!!, entre otros. Amanda también ha prestado su voz para muchas bandas sonoras y temas musicales de videojuegos independientes, incluida una colaboración con Porter Robinson. También es conocida por cantar la versión en inglés de "Lagrima", el undécimo tema final de Dragon Ball Super.
El 2 de septiembre de 2012, subieron su vídeo más visto, una versión de la canción "Crossing Field" del anime Sword Art Online, con más de 23 millones de visitas hasta julio de 2022. En 2014, Annalie dejó el canal, dejándolo propiedad exclusiva de AmaLee, aunque el nombre del canal sigue siendo "LeeandLie".
El 7 de enero de 2017, lanzó su primer álbum, Nostalgia, que reunió versiones en inglés de 12 canciones amadas por los fanáticos de los juegos y el anime. El álbum se ubicó en el puesto número 6 en Billboard Heatseekers Albums, en el puesto 27 en Billboard Independent Albums, y en el puesto 43 en Billboard Top Rock Albums. El 22 de septiembre de 2017, lanzó un EP titulado Hourglass que contiene cinco canciones originales.
En julio de 2017, Lee actuó en el Centro de Convenciones de Los Ángeles como parte de la Anime Expo 2017. El 22 de agosto de 2017, se anunció que AmaLee se uniría a las estrellas de YouTube NateWantsToBattle y MandoPony en "The Cool and Good Tour" por todo Estados Unidos. AmaLee proporciona voces y letras en el tráiler de la temporada clasificatoria del juego de campo de batalla multijugador en línea League of Legends 2019.
El 11 de diciembre de 2021, AmaLee se convirtió en VTuber con el nombre de "Monarch". Debido a su interés por descubrir VTubers, decidió convertirse en uno ella misma. El debut de AmaLee en VTuber como Monarch fue programado para el 11 de diciembre (sábado) a las 5:00 p. m. PST / 8:00 p. m. EST en Twitch.
| Título                 | Detalles | Posiciones | Posiciones | Posiciones |
| Título                 | Detalles | US Heat    | US Ind     | US Rock    |
| ---------------------- | --- | ---------- | ---------- | ---------- |
| Total Coverage, Vol. 1 | - Fecha de lanzamiento: 13 de septiembre de 2016 - Discográfica: Leegion Creative - Formatoo: Descarga digital              | —          | —          | —          |
| Total Coverage, Vol. 2 | - Fecha de lanzamiento: 9 de noviembre de 2016 - Discográfica: Leegion Creative - Formato: Descarga digital                 | —          | —          | —          |
| Nostalgia              | - Fecha de lanzamiento: 7 de enero de 2017 - Discográfica: Leegion Creative - Formato: Descarga digital                     | 6          | 27         | 43         |
| Total Coverage, Vol. 3 | - Fecha de lanzamiento: 26 de junio de 2017 - Discográfica: Leegion Creative - Formato: Descarga digital                    | —          | —          | —          |
| Nostalgia II           | - Fecha de lanzamiento: 6 de octubre de 2017 - Discográfica: Leegion Creative - Formato: Descarga digital                   | —          | —          | —          |
| Nostalgia III          | - Fecha de lanzamiento: 18 de enero de 2018 - Discográfica: Leegion Creative - Formato: Descarga digital                    | —          | —          | —          |
| Total Coverage, Vol. 4 | - Fecha de lanzamiento: 3 de abril de 2018 - Discográfica: Leegion Creative - Formato: Descarga digital                     | —          | —          | —          |
| Nostalgia IV           | - Fecha de lanzamiento: 25 de abril de 2018 - Discográfica: Leegion Creative - Formato: Descarga digital                    | —          | —          | —          |
| Nostalgia V            | - Fecha de lanzamiento: 8 de septiembre de 2018 - Discográfica: Leegion Creative - Formato: Descarga digital                | 9          | 36         | —          |
| Nostalgia VI           | - Fecha de lanzamiento: 13 de marzo de 2019 - Discográfica: Leegion Creative - Formatos: CD (limitada), descarga digital    | 20         | —          | —          |
| Nostalgia VII          | - Fecha de lanzamiento: 1 de diciembre de 2019 - Discográfica: Leegion Creative - Formatos: CD (limitada), descarga digital | 9          | —          | —          |
| Unity                  | - Fecha de lanzamiento: 5 de agosto de 2020 - Discográfica: Leegion Creative - Formato: Descarga digital                    | —          | —          | —          |
| Total Coverage, Vol. 5 | - Fecha de lanzamiento: 10 de octubre de 2020 - Discográfica: Leegion Creative                                              | —          | —          | —          |
| Total Coverage, Vol. 6 | - Fecha de lanzamiento: 10 de diciembre de 2020 - Discográfica: Leegion Creative                                            | —          | —          | —          |
| The Remixes            | - Fecha de lanzamiento: 15 de enero de 2021 - Discográfica: Leegion Creative                                                | —          | —          | —          |
| Equivalence            | - Fecha de lanzamiento: 18 de junio de 2021 - Discográfica: Leegion Creative - Formato: CD (limitada), descarga digital     | —          | —          | —          |

#### Álbum original
| Título              | Detalles | Posiciones | Posiciones | Posiciones |
| Título              | Detalles | US Heat    | US Ind     | US Rock    |
| ------------------- | --- | ---------- | ---------- | ---------- |
| Rise of the Monarch | - Fecha de lanzamiento: 24 de junio de 2022 - Discográfica: Leegion Creative - Formatos: CD, descarga digital | —          | —          | —          |

### Extended plays

#### EP original
| Título    | Detalles | Posiciones | Posiciones | Posiciones |
| Título    | Detalles | US Heat    | US Ind     | US Rock    |
| --------- | --- | ---------- | ---------- | ---------- |
| Hourglass | - Fecha de lanzamiento: 22 de septiembre de 2017 - Discográfica: Leegion Creative - Formatos: CD, descarga digital | —          | —          | —          |

#### EP de covers
| Título     | Detalles                                                                                                 | Posiciones | Posiciones | Posiciones |
| Título     | Detalles                                                                                                 | US Heat    | US Ind     | US Rock    |
| ---------- | --- | ---------- | ---------- | ---------- |
| Link Start | - Fecha de lanzamiento: 30 de marzo de 2016 - Discográfica: Leegion Creative - Formato: descarga digital | 12         | 39         | —          |

## Filmografía

### Doblaje en anime
| Año  | Título                                                   | Papel                             | Notas                             | Ref.   |
| ---- | -------------------------------------------------------- | --------------------------------- | --------------------------------- | ------ |
| 2009 | Charger Girl Ju-den Chan                                 | Chiiko                            |                                   |        |
| 2010 | K-On!                                                    | Ushio Oota                        |                                   |        |
| 2010 | Shinryaku! Ika Musume                                    | Noh Mask Rider                    |                                   |        |
| 2014 | Shinryaku! Ika Musume                                    | Chiiko                            |                                   |        |
| 2015 | Ladies versus Butlers!                                   | Sakurako Benikouji                |                                   |        |
| 2016 | Show by Rock!!                                           | Peipain                           |                                   |        |
| 2016 | rio: Rainbow Gate!                                       | Elle Adams                        |                                   | [ 26 ] |
| 2016 | Mahō Shōjo Ikusei Keikaku                                | Nemurin                           |                                   |        |
| 2016 | Aoi Sekai no Chūshin de                                  | Fae                               |                                   | [ 27 ] |
| 2017 | Gosick                                                   | The Orphan                        |                                   |        |
| 2018 | One Piece                                                | Otohime                           |                                   |        |
| 2018 | Junji Ito Collection                                     | Midori                            |                                   |        |
| 2018 | Overlord II                                              | Crusch Lulu                       |                                   |        |
| 2018 | Cardcaptor Sakura: Clear Card                            | Akiho Shinomoto                   |                                   | [ 28 ] |
| 2018 | Hyakuren no Haō to Seiyaku no Valkyria                   | Rune                              |                                   | [ 29 ] |
| 2018 | Kakuriyo no Yadomeshi                                    | Kasuga                            |                                   | [ 29 ] |
| 2018 | Fukumenkei Noise                                         | Miou Suguri                       |                                   | [ 30 ] |
| 2018 | Harukana Receive                                         | Estudiante femenina 5B            | Ep. 5                             |        |
| 2018 | Zero kara Hajimeru Mahō no Sho                           | Zero                              |                                   | [ 31 ] |
| 2018 | Hinamatsuri                                              | Anzu                              |                                   | [ 32 ] |
| 2018 | Zombie Land Saga                                         | Junko Konno                       |                                   | [ 33 ] |
| 2018 | Black Clover                                             | Luca                              | Eps. 30, 32, 35–36                |        |
| 2018 | Ao no Kanata no Four Rhythm                              | Saki Inui                         |                                   | [ 34 ] |
| 2018 | To Aru Majutsu no Index III                              | Itsuwa                            |                                   |        |
| 2018 | Conception                                               | Femiruna                          |                                   | [ 35 ] |
| 2018 | UQ Holder!                                               | Kirië Sakurame                    |                                   | [ 36 ] |
| 2018 | ulysses: Jeanne d'Arc to Renkin no Kishi                 | Myriam                            |                                   |        |
| 2018 | Lord of Vermilion: Guren no Ō                            | Tsubasa Tachikaze                 |                                   | [ 37 ] |
| 2019 | Boogiepop and Others                                     | Estudiante femenina D             | Episodio "Boogiepop and Others 1" |        |
| 2019 | Endro!                                                   | Yulia "Yuusha" Chardiet           |                                   | [ 38 ] |
| 2019 | Hakumei to Mikochi                                       | Mikochi                           |                                   | [ 39 ] |
| 2019 | Pop Team Epic                                            | Pipimi                            | Ep. 14                            | [ 40 ] |
| 2019 | Fruits Basket                                            | Yuki Soma (niño)                  |                                   | [ 41 ] |
| 2019 | Kemono Friends                                           | Princess                          |                                   | [ 42 ] |
| 2019 | Azur Lane                                                | Shiratsuyu                        |                                   |        |
| 2019 | Arifureta Shokugyō de Sekai Saikyō                       | Shea Haulia                       |                                   |        |
| 2019 | YU-NO: A girl who chants love at the bound of this world | Sayless                           |                                   | [ 43 ] |
| 2020 | kaguya-sama: Love Is War                                 | Ai Hayasaka                       |                                   | [ 44 ] |
| 2020 | My Hero Academia                                         | Bibimi Kenranzaki                 | Temporada 4                       |        |
| 2020 | RWBY                                                     | Hermanastras                      | Temporada 8                       |        |
| 2020 | Adachi to Shimamura                                      | Hougetsu Shimamura                |                                   | [ 45 ] |
| 2021 | Tamayomi                                                 | Yoshino Kawaguchi/Ibuki Kawaguchi |                                   | [ 46 ] |
| 2021 | Kuma Kuma Kuma Bear                                      | Noire Foschurose                  |                                   | [ 47 ] |
| 2021 | Shingeki no Kyojin                                       | Louise                            | Temporada 4                       |        |
| 2021 | Jaku-Chara Tomozaki-kun                                  | Erika Konno                       |                                   | [ 48 ] |
| 2021 | SSSS.Dynazenon                                           | Ranka                             |                                   | [ 49 ] |
| 2021 | Tensei Shitara Slime Datta Ken                           | Velzard                           |                                   |        |
| 2021 | Kageki Shoujo!!                                          | Kaoru Hoshino                     |                                   | [ 50 ] |
| 2021 | Tantei wa Mou, Shindeiru.                                | Matsuri Natsuiro                  | Ep. 3                             |        |
| 2021 | Pokémon Evolutions                                       | Lillie                            |                                   | [ 12 ] |
| 2021 | Urasekai Picnic                                          | Akari Seto                        |                                   | [ 51 ] |
| 2021 | Mieruko-chan                                             | Morino                            |                                   | [ 52 ] |
| 2022 | Sono Bisque Doll wa Koi o Suru                           | Marin Kitagawa                    |                                   | [ 53 ] |
| 2022 | Girls' Frontline                                         | FNC                               |                                   | [ 54 ] |
| 2022 | Odd Taxi                                                 | Rui Nikaidо                       |                                   | [ 55 ] |
| 2022 | Girls' Frontline                                         | Zero                              |                                   | [ 56 ] |
| 2022 | Kakkō no Iinazuke                                        | Hiro Segawa                       |                                   | [ 57 ] |
| 2023 | Sora Yorimo Tōi Basho                                    | Yuzuki Shiraishi                  |                                   | [ 58 ] |

### Doblaje en películas
| Año  | Título                                              | Papel         | Notas | Ref.   |
| ---- | --------------------------------------------------- | ------------- | ----- | ------ |
| 2018 | Hells                                               | Rinne Amagane |       | [ 59 ] |
| 2022 | One Piece Film: Red                                 | Uta           |       | [ 60 ] |
| 2023 | Sword Art Online Progressive: Scherzo of Deep Night | Liten         |       | [ 61 ] |

### Videojuegos
| Año  | Título                                        | Papel                  | Notas                                                          | Ref.   |
| ---- | --------------------------------------------- | ---------------------- | -------------------------------------------------------------- | ------ |
| 2012 | Burn Your Fat with Me!! V4.0                  | Sana Yamada            | Voz y tema musical "Equation of Happiness" (versión en inglés) | [ 62 ] |
| 2013 | Battle High 2                                 | Michelle Walter        |                                                                | [ 63 ] |
| 2016 | Dragon Ball Xenoverse 2                       | Patrullera del tiempo  | Voz Femenina 12                                                | [ 64 ] |
| 2016 | ACE Academy                                   | Mei Satomi, ella misma | Voz                                                            |        |
| 2017 | Project Nimbus                                | Yuliana Alexandrova    |                                                                |        |
| 2017 | The Letter                                    | Isabella Santos        | Voz y tema musical "Letters Goodbye"                           |        |
| 2017 | Crystalline                                   | Leanna Dawn            | Voz y tema musical "Crystal Skies"                             |        |
| 2018 | Project Nimbus: Code Mirai                    | Yuliana Alexandrova    |                                                                |        |
| 2019 | Love Esquire                                  | Beatrice Du Cae        |                                                                |        |
| 2019 | Indivisible                                   | Leilani                |                                                                |        |
| 2020 | Dragon Ball Z: Kakarot                        | Voces adicionales      |                                                                |        |
| 2021 | Final Fantasy VII: The First Soldier          | Voz Femenina #B        |                                                                |        |
| 2021 | Cookie Run: Kingdom                           | Parfait Cookie         | Voz y tema musical "Everything You Need"                       | [ 12 ] |
| 2021 | World's End Club                              | Vanilla                |                                                                |        |
| 2021 | Pokémon Masters EX                            | Lana                   |                                                                | [ 65 ] |
| 2021 | Aquadine                                      | Elisabeth Rhodes       |                                                                |        |
| 2021 | Dark Deity                                    | Bianca                 |                                                                |        |
| 2021 | Rival Threads: Last Class Heroes              | Rara Goddard           |                                                                |        |
| 2021 | Mary Skelter: Nightmares                      | Pyre                   |                                                                |        |
| 2022 | Fire Emblem Heroes                            | Elimine                |                                                                | [ 65 ] |
| 2022 | AI: The Somnium Files – Nirvana Initiative    | Kizuna                 |                                                                | [ 12 ] |
| 2022 | Goddess of Victory: Nikke                     | Rupee, Viper           |                                                                | [ 66 ] |
| 2022 | RWBY: Arrowfell                               | Ivy Thickety           |                                                                |        |
| 2023 | Octopath Traveler II                          | Dolcinaea              |                                                                | [ 12 ] |
| 2023 | Honkai: Star Rail                             | Jingliu                |                                                                |        |
| 2024 | The Legend of Heroes: Trails through Daybreak | Agnès Claudel          |                                                                | [ 67 ] |